# Apiciopsis venata
Apiciopsis venata là một loài bướm đêm trong họ Geometridae.